# 郭德恒
郭德恒（1915年—2008年），山西浑源人，中国政治人物，中国民主建国会山西省委员会原副主任委员，中华全国工商业联合会执行委员会原常务委员，第六、七、八届全国政协委员。